# وزارة الحرب (الولايات المتحدة)
وزارة الحرب الأمريكية (بالإنجليزية: United States Department of War)، وتُعرف أيضًا باسم وزارة الحرب، وأحيانًا في بداياتها باسم مكتب الحرب، كانت إحدى وزارات مجلس وزراء الولايات المتحدة، والمسؤولة في الأصل عن إدارة وتشغيل جيش الولايات المتحدة. كما كانت تتولى شؤون البحرية الأمريكية إلى أن أُنشئت وزارة البحرية الأمريكية عام 1798، وظلت مسؤولة عن معظم القوات الجوية البرية حتى تأسيس وزارة القوات الجوية الأمريكية في 18 سبتمبر 1947.
كان يتولى رئاسة الوزارة وزير الحرب الأمريكي، وهو منصب مدني يتولى المهام المالية والإدارية، ويؤدي دورًا محدودًا في إدارة العمليات العسكرية. واستمرت وزارة الحرب في أداء مهامها طيلة 158 عامًا، من 7 أغسطس 1789 حتى 18 سبتمبر 1947، حينما جرى تقسيمها إلى وزارة الجيش ووزارة القوات الجوية بموجب قانون الأمن القومي لعام 1947. وقد انضمت الوزارتان الجديدتان إلى وزارة البحرية لتشكيل ما عُرف حينها بـ"المؤسسة العسكرية الوطنية"، والتي سُميت لاحقًا في عام 1949 باسم وزارة الدفاع الأمريكية.

## التاريخ

ختم مجلس الحرب والعتاد، الذي اشتُق منه ختم وزارة الحرب الأمريكية

شعار جيش الولايات المتحدة، المشتق من ختم وزارة الحرب الأمريكية

### القرن الثامن عشر (1701–1800)م
ترجع أصول وزارة الحرب إلى اللجان التي أنشأها المؤتمر القاري الثاني عام 1775 للإشراف على الحرب الثورية الأمريكية. وقد تولّت هذه اللجان مهام متعددة، مثل تأمين الذخائر، وجمع التمويل لشراء البارود، وتنظيم الميليشيات. وفي عام 1776، توحّدت هذه اللجان ضمن "مجلس الحرب والعتاد" الذي كان يُدار من قِبل أعضاء في الكونغرس، قبل أن يُستبدل لاحقًا في عام 1777 بمجلس مستقل للحرب. وفي نهاية المطاف، استُعيض عن نظام المجالس هذا بتأسيس وزارة الحرب، والتي بدأت بخمسة مناصب فقط: وزير الحرب، ومساعده، وكاتب، وموظفين إداريين اثنين.
مع بداية رئاسة جورج واشنطن عام 1789، أعاد الكونغرس الأمريكي إنشاء وزارة الحرب كهيئة مدنية تتبع الرئيس بصفته القائد الأعلى للقوات المسلحة. وكان أول من شغل منصب الوزير هو هنري نوكس، أحد القادة العسكريين البارزين في الحرب الثورية.
في بداية تأسيسها، مُنح الرئيس سلطة تعيين مفتشَين للإشراف على القوات. وخلال عقد التسعينيات من القرن الثامن عشر، استحدث الكونغرس العديد من المناصب العسكرية مثل: اللواء، العميد، رئيس التموين، الجراح العام، القاضي المحامي، المفتش العام، والمحاسب، بالإضافة إلى مناصب طبية ولوجستية أخرى.
أُنيطت بوزير الحرب هنري نوكس مهمة تنظيم الوزارة وإعادة هيكلة الجيش، في حين ظلّت القيادة الميدانية للقوات تحت الإشراف المباشر للرئيس جورج واشنطن. وفي عام 1798، منح الكونغرس الرئيس جون آدامز تفويضًا بإنشاء "جيش مؤقت" بقيادة واشنطن تحسّبًا لاحتمال اندلاع نزاع مع فرنسا، إلا أن هذا الجيش لم يُفعّل فعليًا. كما اضطلعت الوزارة، في سنواتها الأولى، بمسؤولية إدارة العلاقات مع السكان الأصليين.
وفي 8 نوفمبر 1800، شبّ حريق في مبنى وزارة الحرب أسفر عن تدمير جزء كبير من وثائقها وسجلاتها الرسمية.

### القرن التاسع عشر (1801–1900)م
أُنشئت الأكاديمية العسكرية الأمريكية (وست بوينت) وفيلق المهندسين عام 1802. وبعد انتهاء النزاع البحري مع فرنسا، تم تقليص حجم الوزارة، لكنها شهدت توسعًا مجددًا في السنوات التي سبقت حرب عام 1812. ولمواكبة هذا التوسع، أُنشئت أقسام داخلية تولّى الإشراف على كلٍ منها ضابط من هيئة الأركان، إلى أن أعاد الوزير جون كالهون في عام 1818 تنظيم هذه الأقسام ضمن هيكل إداري بيروقراطي حديث. وفي عام 1824، أسّس "مكتب الشؤون الهندية"، الذي ظل تابعًا للوزارة حتى نُقل إلى وزارة الداخلية الأمريكية عام 1849. كما تأسّست في عام 1851 "دار الجنود المتقاعدين".
أثناء الحرب الأهلية الأمريكية، اتسعت صلاحيات الوزارة لتشمل تجنيد وتدريب ونقل وتموين ودفع رواتب قرابة مليوني جندي، من القوات النظامية والمتطوعين. وقد أُنشئت بنية قيادة منفصلة لإدارة العمليات القتالية.
في المراحل المتأخرة من الحرب، أُسند للوزارة الإشراف على قضايا اللاجئين والعبيد المحررين في جنوب البلاد عبر "مكتب اللاجئين والمحررين والأراضي المهجورة"، والذي لعب دورًا مهمًا خلال فترة إعادة الإعمار. ومع انتهاء تلك الفترة عام 1877، انسحب الجيش من الجنوب وسقطت آخر حكومات الولايات الجمهورية في المنطقة.

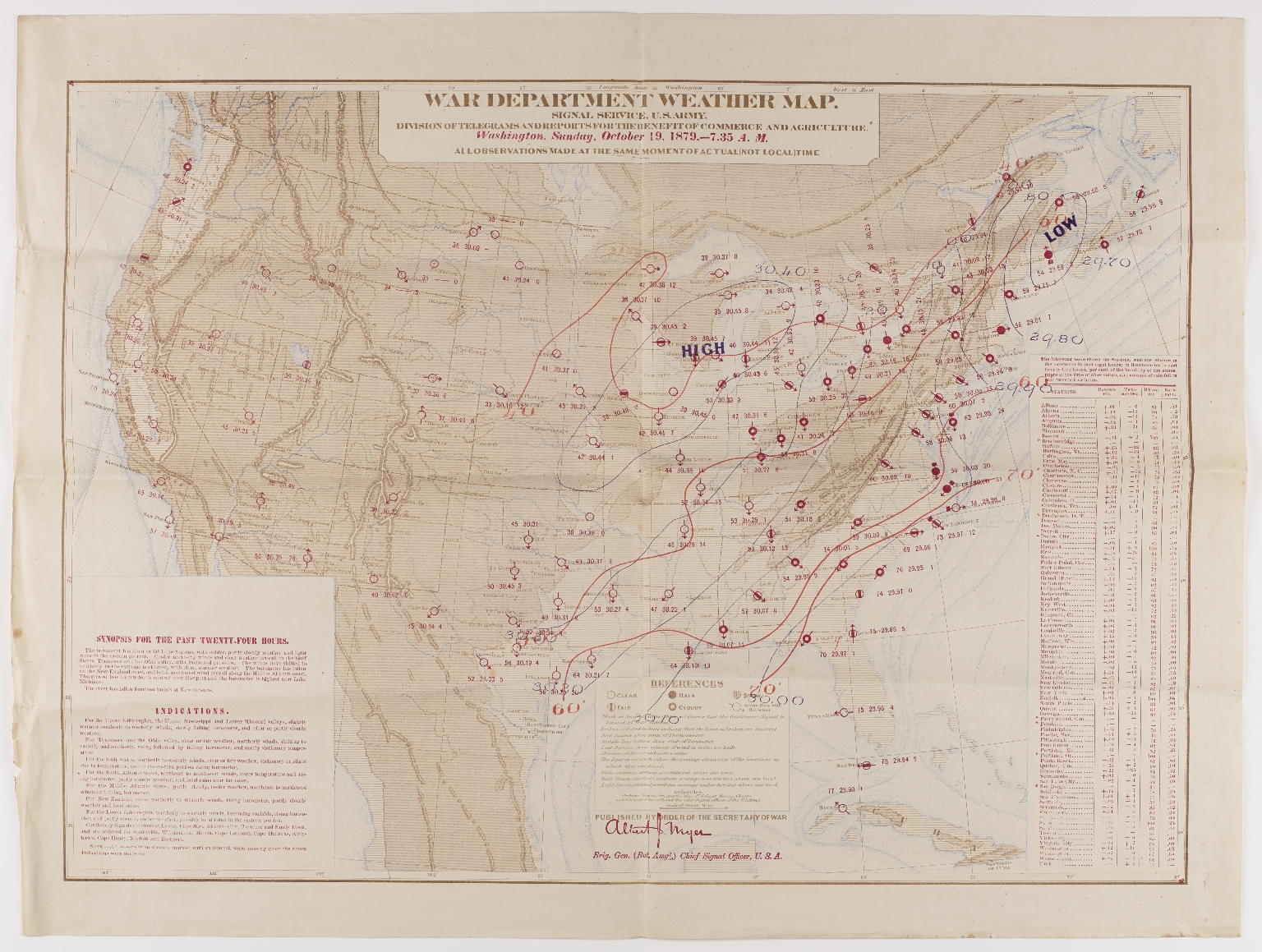
خريطة جوية من إعداد وزارة الحرب بتاريخ 21 أكتوبر 1879

كان الجيش خلال هذه الفترة موزّعًا على مئات الفرق الصغيرة المتمركزة في الحصون الغربية لمواجهة القبائل، بالإضافة إلى وحدات مدفعية ساحلية منتشرة في الموانئ لحماية السواحل.

### 1898–1939
في أواخر القرن التاسع عشر، كان جيش الولايات المتحدة يُعد الأضعف بين جيوش القوى الكبرى، إذ لم يتجاوز عدد أفراده 39 ألفًا عام 1890، مقابل مئات الآلاف في دول مثل فرنسا. وقد خاضت الولايات المتحدة الحرب الأمريكية الإسبانية في عام 1898 اعتمادًا على وحدات متطوعين وميليشيات محلية، ما أبرز ضعف البنية التنظيمية للوزارة وضرورة إصلاحها.
شغل إليهو روت منصب وزير الحرب بين عامي 1899 و1904، وسعى إلى تنفيذ إصلاحات جذرية، من بينها تعيين رئيس الأركان كمدير عام، وإنشاء هيئة أركان عامة على النموذج الأوروبي. كما وسّع نطاق الأكاديمية العسكرية الأمريكية، وأشرف على تأسيس الكلية الحربية الأمريكية عام 1901، ونظّم إجراءات الترقية والتدريب، وطبّق نظام التدوير بين الوظائف الإدارية والميدانية.
فيما يتعلّق بالأراضي الجديدة التي ضمّتها الولايات المتحدة بعد الحرب، أشرف روت على تسليم الحكم في كوبا إلى حكومة محلية، ووضع ميثاق إدارة الفلبين، كما ألغى الرسوم الجمركية على الواردات القادمة من بورتوريكو.
أما خلفه، ويليام هوارد تافت، فاتبَع نهجًا أكثر تقليدية يقوم على موازنة السلطة بين الوزير ورؤساء المكاتب، وجعل رئيس الأركان تابعًا للمساعد العام، وهو منصب نافذ منذ عام 1775. وخلال تلك الفترة، كانت معظم القرارات الجوهرية تُتخذ من قِبل الرئيس ثيودور روزفلت.
وفي عام 1911، أعاد الوزير هنري ستيمسون، إلى جانب الجنرال ليونارد وود، إحياء إصلاحات روت، مدعومَين بهيئة الأركان العامة التي ساهمت في إعادة تنظيم هيكل الجيش وتعزيز الرقابة على المكاتب التابعة للوزارة.

### الحرب العالمية الأولى
قبيل دخول الولايات المتحدة الحرب العالمية الأولى في 6 أبريل 1917، قام الكونغرس الأمريكي بعكس بعض الإصلاحات السابقة، إذ دعم استقلالية المكاتب الإدارية، وقلّص بموجب قانون الدفاع الوطني للعام 1916 من حجم وصلاحيات هيئة الأركان العامة، التي أصبحت تتألف من عدد قليل من الأعضاء.
كان الرئيس وودرو ويلسون يساند وزير الحرب نيوتن د. بيكر، الذي رفض في البداية إخضاع المكاتب الإدارية والصناعة الحربية لرقابة مركزية. إلا أن اشتداد التنافس على الموارد المحدودة، وتراجع كفاءة الإنتاج والنقل، لا سيما في الشمال، دفع بيكر إلى الرضوخ لضغوط الكونغرس والقطاع الصناعي. فعين بنديكت كراويل مشرفًا على الذخائر، وأسند آنذاك إلى اللواء جورج و. غوثالز مهام الإشراف الإمداد، كما عيّن الجنرال بيتن سي. مارس رئيسًا لهيئة الأركان العامة.
وبدعم من مستشارين صناعيين، أعيد تنظيم منظومة الإمداد في الجيش، ما أدى فعليًا إلى تقليص نفوذ المكاتب التي كانت تعمل كهيئات شبه مستقلة. كما أجرى الجنرال مارس إعادة هيكلة لهيئة الأركان العامة، مانحًا إياها صلاحيات مباشرة للإشراف على عمليات الوزارة. ومع ذلك، استعادَت تلك المكاتب استقلالها السابق بقرار من الكونغرس بعد نهاية الحرب. وفي تلك الفترة، تولّت لجنة أنشطة معسكرات التدريب مهمة الإشراف على المعايير الأخلاقية في صفوف الجنود.
في عشرينيات القرن العشرين، أعاد الجنرال جون ج. بيرشينغ هيكلة هيئة الأركان العامة استنادًا إلى نموذج القيادة الذي طوّره خلال قيادته لقوة المشاة الأمريكية في الحرب العالمية الأولى. وعلى الرغم من أن الهيئة كانت تتمتع بنفوذ محدود على المكاتب في مطلع العقد، إلا أن رؤساء الأركان تمكّنوا تدريجيًا من توسيع سلطاتهم، إلى أن تولّى جورج مارشال منصب رئيس الأركان عام 1939 بصلاحيات واسعة النطاق.

### الحرب العالمية الثانية
خلال الحرب العالمية الثانية، كان الجنرال جورج مارشال يشغل منصب المستشار العسكري الرئيسي للرئيس فرانكلين روزفلت، غير أنه لم يكن يدير وزارة الحرب كمدير تنفيذي بالمعنى الكامل، إذ ظلّت السلطات موزعة بين عدد من الوكالات، مما حمّله عبئًا إداريًا ثقيلًا وأضعف قدرة الوزارة على قيادة مجهود حربي شامل. وقد وصف مارشال منصبه آنذاك بأنه «مركز قيادة سيئ».
عُيّن هنري ستيمسون وزيرًا للحرب، وبعد الهجوم الياباني على بيرل هاربر، دعم جهود مارشال في إعادة تنظيم الجيش بموجب قانون صلاحيات الحرب لعام 1941. وشملت هذه الإصلاحات تقسيم جيش الولايات المتحدة إلى ثلاثة مكونات شبه مستقلة:
- القوات البرية (AGF)، المسؤولة عن تدريب القوات البرية.
- القوات الجوية لجيش الولايات المتحدة (USAAF)، والتي تطوّرت لاحقًا إلى قوة جوية مستقلة.
- "قوات الإمداد"، التي أصبحت لاحقًا تُعرف "بـقوات خدمات الجيش"، وتولّت المهام الإدارية واللوجستية.

كما أُنشئ "قسم العمليات" داخل هيئة الأركان العامة، ليعمل كمركز رئيسي للتخطيط الاستراتيجي. وبحلول عام 1942، كانت القوات الجوية قد أصبحت فعليًا شبه مستقلة عن بقية فروع الجيش.

### ما بعد الحرب
بعد نهاية الحرب، تخلّت وزارة الحرب عن الهيكل الموحد الذي أرساه الجنرال مارشال، وعادت إلى نمطها المجزأ السابق، حيث استعادت الفروع العسكرية استقلالها النسبي ورفضت محاولات إعادة فرض قيادة تنفيذية مركزية موحّدة.
وفي عام 1947، أُقرّ قانون الأمن القومي لعام 1947، والذي أنهى رسميًا وجود وزارة الحرب، وقضى بتقسيمها إلى وزارة جيش الولايات المتحدة ووزارة القوات الجوية الأمريكية. وأصبح كل من وزير الجيش ووزير القوات الجوية تابعَين إداريًا لـوزير الدفاع، الذي أُنشئ منصبه حديثًا لتولّي قيادة الهيكل الموحد للقوات المسلحة الأمريكية.

## مقرات الوزارة

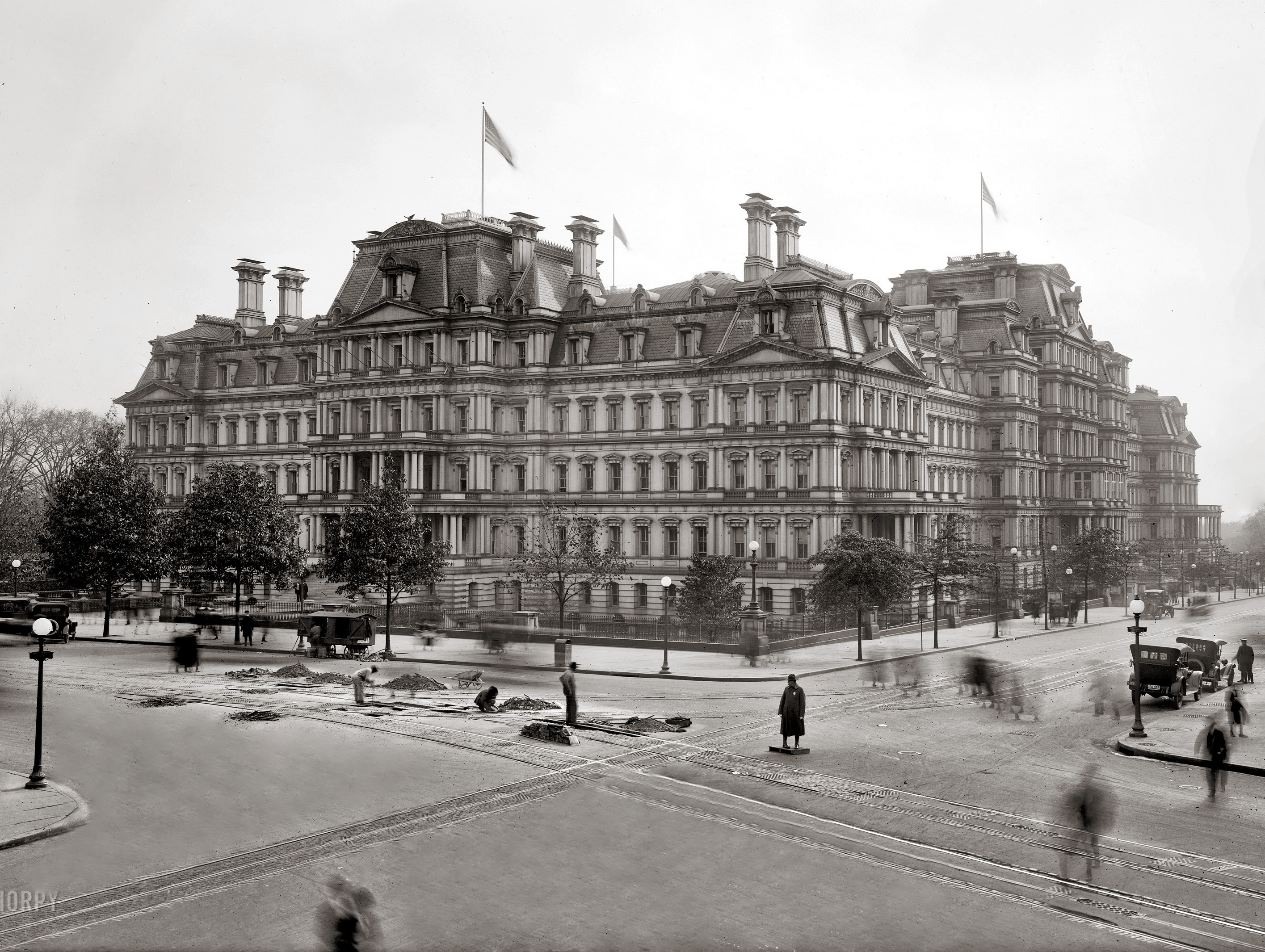
مبنى وزارات الخارجية والحرب والبحرية عام 1917

في الفترة ما بين عامي 1797 و1800، كان مقر وزارة الحرب يقع في فيلادلفيا، قبل أن يُنقل، مع بقية الهيئات الفيدرالية، إلى العاصمة الجديدة واشنطن العاصمة عام 1800.
وفي عام 1820، انتقلت الوزارة إلى مبنى يقع عند تقاطع شارع 17 وشارع بنسيلفانيا شمال غرب، بجوار البيت الأبيض. وقد كان هذا المبنى جزءًا من مجمّع يضم أربع منشآت متطابقة على الطراز الجورجي/الفيدرالي، خُصّصت للوزارات؛ حيث شغلت وزارة الحرب الركن الشمالي الغربي، ووزارة البحرية الركن الجنوبي الغربي، بينما كانت وزارة الخارجية في الشمالي الشرقي، والخزانة في الجنوبي الشرقي.
وخلال خمسينيات القرن التاسع عشر، أُضيف مبنى ملحق إلى الجهة الغربية من مقر الوزارة، واكتسب أهمية كبيرة أثناء الحرب الأهلية الأمريكية، إذ اعتاد الرئيس أبراهام لينكون التردد على غرفة التلغراف فيه بانتظام للاطلاع على المستجدات الميدانية، متنقّلًا مشيًا بين المبنى ومقر إقامته في البيت الأبيض.
وفي عام 1888، أُزيل المبنيان القديمان لوزارتي الحرب والبحرية، وشُيّد مكانهما مبنى جديد على الطراز الفرنسي الإمبراطوري بأسقف مانساردية، عُرف باسم "مبنى وزارات الخارجية والحرب والبحرية". لاحقًا أصبح يُعرف بـ"المبنى التنفيذي القديم"، وأُعيدت تسميته تكريمًا للرئيس دوايت أيزنهاور.
ومع حلول ثلاثينيات القرن العشرين، بدأت وزارة الخارجية بالاستحواذ على مساحات إضافية ضمن المبنى، مما ضيّق على وزارة الحرب. كما أن البيت الأبيض كان يطالب بمكاتب إضافية. ونتيجة لذلك، انتقل وزير الحرب هاري ودينج، ورئيس الأركان بالوكالة الجنرال جورج مارشال، في أغسطس 1939 إلى مبنى الذخائر، وهو منشأة مؤقتة أُنشئت على الناشونال مول إبّان الحرب العالمية الأولى.
لاحقًا، شُيّد مبنى جديد عُرف باسم "مبنى وزارة الحرب" في تقاطع شارعي 21 و"C" في منطقة فوغي بوتوم، وأُعيدت تسميته لاحقًا في عام 2000 إلى مبنى هاري إس ترومان. إلا أن المبنى لم يلبِّ الحاجة المتزايدة إلى المساحات، حيث استحوذت عليه وزارة الخارجية لاحقًا.
عند تولّي هنري ستيمسون منصب وزير الحرب خلال الحرب العالمية الثانية، كانت الوزارة مشتتة بين مبانٍ متعددة في واشنطن العاصمة وضواحي ماريلاند وفيرجينيا. وفي 28 يوليو 1941، أقرّ الكونغرس الأمريكي تمويل مشروع لإنشاء مبنى موحّد للوزارة في أرلينغتون (فيرجينيا). وبحلول عام 1943، اكتمل تشييد مبنى البنتاغون، وبدأت الوزارة بالانتقال إليه تدريجيًا، متخلية عن مبنى الذخائر.

## الهيكل التنظيمي
كان وزير الحرب الأمريكي، وهو عضو في مجلس وزراء الولايات المتحدة، يتولّى القيادة المدنية العليا لوزارة الحرب، ويشرف على تنظيم الجيش وإدارته، تحت سلطة رئيس الولايات المتحدة بصفته القائد الأعلى للقوات المسلحة.
مع انتهاء الحرب العالمية الثانية، تبنّت الحكومة الأمريكية، أسوة بالعديد من الحكومات الأخرى، نهجًا جديدًا يتمثّل في التخلي عن استخدام كلمة "حرب" في أسماء الهيئات المدنية. ونتيجة لذلك، صدر قانون الأمن القومي لعام 1947 الذي أنشأ ما عُرف بـ"المؤسسة العسكرية الوطنية"، والتي أعيدت تسميتها لاحقًا إلى وزارة الدفاع الأمريكية.
وفي اليوم ذاته، صدر الأمر التنفيذي رقم 9877 الذي حدّد اختصاصات القوات المسلحة، وقسّم وزارة الحرب إلى وزارة الجيش ووزارة القوات الجوية، بحيث يخضع كل منهما لإشراف وزير الدفاع.
ورغم حل وزارة الحرب رسميًا، لا يزال اسمها قائمًا في بعض المؤسسات التعليمية العسكرية العليا، مثل: الكلية الحربية للجيش الأمريكي، كلية الحرب البحرية، وكلية الحرب الجوية، والتي تُعنى بتأهيل الضباط في مجالات القيادة والتخطيط الاستراتيجي والعمليات الحربية.

## ختم الوزارة
يرمز التاريخ "MDCCLXXVIII" (أي 1778) والتسمية "مكتب الحرب" إلى أصول ختم الوزارة. إذ يشير العام 1778 إلى تاريخ اعتماد الشعار، بينما كانت عبارة "مكتب الحرب" تُستخدم خلال الثورة الأمريكية، واستمر استعمالها لسنوات لاحقة للإشارة إلى مقر قيادة الجيش.